# Iomar do Nascimento
Iomar do Nascimento (Santa Rita, 8 april 1966) - voetbalnaam Mazinho - is een Braziliaans voormalig profvoetballer. Hij won met het Braziliaans nationaal elftal het WK 1994. Mazinho werd na zijn actieve loopbaan technisch directeur van Aris Thessaloniki. Zijn zonen, Thiago en Rafael Alcántara gingen spelen in de jeugdopleiding van FC Barcelona. Anno 2022 komt zoon Thiago uit voor Liverpool en zoon Rafael voor Real Sociedad.
Waldemar Aureliano de Oliveira Filho gebruikte eveneens de voetbalnaam Mazinho en speelde in 1991 samen met De Nascimento in het Braziliaans elftal. Om verwarring te voorkomen noemde De Oliveira Filho zich daarom ook wel Mazinho Oliveira.

## Clubvoetbal
Mazinho begon zijn carrière bij de jeugd van Santa Cruz, uit Recife en maakte in 1985 de overstap naar Vasco da Gama, waar hij al snel in het eerste elftal belandde. Met Vasco won hij in 1987 en 1988 het Campeonato Carioca en in 1989 de landstitel. In 1990 maakte hij de overstap naar het Italiaanse Lecce en een jaar later naar Fiorentina. In 1992 keerde hij terug naar Brazilië en speelde twee jaar voor Palmeiras. Hiermee won hij in 1993 en 1994 het Campeonato Paulista en het landskampioenschap en in 1993 het Torneio Rio-São Paulo.
In 1994 keerde hij terug naar Europa en ging voor Valencia spelen waarmee hij in 1995 de Copa del Rey won. Na nog passages bij Celta de Vigo, Elche en Deportivo Alavés sloot hij zijn carrière af in Brazilië bij Vitória.

## Nationaal elftal
Met het Braziliaans olympisch voetbalelftal won Mazinho in 1988 de zilveren medaille bij de Olympische Spelen van Seoel. In 1989 speelde hij ook zijn eerste interland voor Brazilië tegen Peru. Datzelfde jaar won hij met zijn team de Copa América 1989. Zijn beste prestatie met de Goddelijke Kanaries was het behalen van de wereldtitel in 1994 in de Verenigde Staten.

## Erelijst
Als speler
 Vasco da Gama
- Campeonato Carioca: 1987, 1988
- Campeonato Brasileiro Série A: 1989
- Taça Guanabara: 1987, 1990

 Palmeiras
- Campeonato Brasileiro Série A: 1993, 1994
- Campeonato Paulista: 1993, 1994
- Torneio Rio-São Paulo: 1993

 Brazilië
- Wereldkampioenschap voetbal: 1994
- Copa América: 1989

Individueel
- Placar Bola de Ouro: 1987, 1988, 1989
- Zuid-Amerikaans voetballer van het Jaar: Zilveren Bal in 1989
- Zuid-Amerikaanse Ploeg van het Jaar: 1989

1 Taffarel ·
2 Mazinho ·
3 Mauro Galvão ·
4 André Cruz ·
5 Branco ·
6 Ricardo Gomes  ·
7 Bebeto ·
8 Geovani Silva · 
9 Valdo ·
10 Tita ·
10 Bismarck ·
11 Romário ·
12 Acácio ·
13 Josimar ·
13 Zé Teodoro ·
14 Aldair ·
15 Alemão ·
16 Cristóvão ·
17 Dunga ·
18 Renato Gaúcho ·
19 Baltazar ·
20 Paulo Silas ·
21 Charles ·
22 Zé Carlos ·
Coach: Lazaroni
1 Taffarel ·
2 Jorginho ·
3 Ricardo Gomes  ·
4 Dunga ·
5 Alemão ·
6 Branco ·
7 Bismarck ·
8 Valdo ·
9 Careca ·
10 Paulo Silas ·
11 Romário ·
12 Acácio ·
13 Carlos Mozer ·
14 Aldair ·
15 Müller ·
16 Bebeto ·
17 Renato Gaúcho ·
18 Mazinho ·
19 Ricardo Rocha ·
20 Tita ·
21 Mauro Galvão ·
22 Zé Carlos ·
Coach: Lazaroni
1 Taffarel ·
2 Jorginho ·
3 Ricardo Rocha ·
4 Ronaldão ·
5 Mauro Silva ·
6 Branco ·
7 Bebeto ·
8 Dunga  ·
9 Zinho ·
10 Raí ·
11 Romário ·
12 Zetti ·
13 Aldair ·
14 Cafú ·
15 Márcio Santos ·
16 Leonardo ·
17 Mazinho ·
18 Paulo Sérgio ·
19 Müller ·
20 Ronaldo ·
21 Viola ·
22 Gilmar ·
Coach: Parreira